# ValuJet-Flug 592
Am 11. Mai 1996 verunglückte eine Douglas DC-9-32 auf dem ValuJet-Flug 592 infolge eines Feuers im vorderen Unterflurfrachtraum. Das Flugzeug stürzte zehn Minuten nach dem Start vom Miami International Airport in die Everglades. Bei dem Unfall kamen alle 110 Insassen ums Leben.

## Flugzeug und Besatzung
Die 27 Jahre alte Douglas DC-9-32 hatte ihren Erstflug am 18. April 1969 absolviert und war am 27. Mai 1969 mit dem Kennzeichen N1281L an Delta Air Lines ausgeliefert worden. Im Dezember 1992 wurde das Flugzeug von Delta Air Lines beim Hersteller McDonnell Douglas in Zahlung gegeben, der es 1993 an ValuJet verkaufte. Die Maschine hatte bis zum Unfall über 68.000 Flugstunden hinter sich.
Der Flug wurde von der Kapitänin Candalyn Kubeck (mit einer Erfahrung von mehr als 9.000 Flugstunden) und dem Ersten Offizier Richard Hazen (mit mehr als 11.800 Flugstunden) durchgeführt.

## Unfallhergang
Die Douglas DC-9 der ValuJet Airlines startete aufgrund mechanischer Probleme erst mit 64 Minuten Verspätung um 14:04 Uhr Ortszeit in Miami zu einem Linienflug nach Atlanta. Nach dem Abheben von der Startbahn 09L (heute 08R) drehte das Flugzeug auf einen nordwestlichen Kurs. Während des Steigflugs hörten die Piloten um 14:10:03 Uhr ein Knallgeräusch, das ebenso vom Cockpit Voice Recorder (CVR) erfasst wurde. Zu diesem Zeitpunkt befand sich die Maschine in einer Höhe von rund 3.550 Metern  (10.634 Fuß). Innerhalb der nächsten 15 Sekunden fiel die Bordelektronik aus. Zeitgleich drang Rauch in die Passagierkabine ein. Der CVR zeichnete die Hilferufe von mehreren Fluggästen auf („fire“ sowie „we’re on fire“).
Die Besatzung entschied sich, nach Miami umzukehren und teilte dies der Flugsicherung um 14:10:31 Uhr mit. Der Fluglotse gab umgehend eine entsprechende Erlaubnis sowie die Freigabe, auf 2.300 Meter (7.000 Fuß) zu sinken. Die Maschine drehte daraufhin auf einen südlichen Kurs. Währenddessen nahm die Rauchentwicklung in der Kabine weiter zu. Um 14:11:38 Uhr baten die Piloten, den nächsten Flugplatz ansteuern zu dürfen („Critter five ninety two we need the closest airport available“). Der CVR zeichnete um 14:12:11 den Ausruf einer Flugbegleiterin auf, dass es in der Passagierkabine brannte („completely on fire“). Unmittelbar darauf endeten die Aufzeichnungen des CVRs, weil das Feuer vermutlich die elektrischen Leitungen zum Gerät zerstört hatte. Ebenso fielen um 14:12 Uhr alle Kommunikationssysteme aus, so dass die Besatzung die Funksprüche des Fluglotsen nicht mehr hören und/oder beantworten konnte.
Die Maschine führte um 14:12:58 Uhr einen Kurswechsel nach Osten aus, möglicherweise um den in dieser Richtung gelegenen Opa Locka Airport anzusteuern, und ging unmittelbar darauf in einen steilen Sturzflug über. Die durchschnittliche Sinkrate betrug ca. 4.000 Meter pro Minute (12.000 Fuß). Kurz vor dem Aufprall gelang es der Besatzung, den Winkel des Sturzfluges etwas zu verringern. Das letzte Transpondersignal der Maschine wurde in ca. 300 Metern Höhe (900 Fuß) von der Flugsicherung empfangen. Um 14:13:42 Uhr schlug die Douglas DC-9 mit leichter Rechtsneigung rund 30 Kilometer (17 NM) nordwestlich des Flughafens Miami in den Everglades auf.

## Unfallursache
In Miami wurden fünf Kartons mit sogenannten Sauerstoffkerzen in den vorderen Unterflurfrachtraum verladen, um sie nach Atlanta zu transportieren. Die Kerzen stammten aus Flugzeugen des Typs McDonnell Douglas MD-80 und dienten dort zur Sauerstoffversorgung der Passagiere im Fall eines Druckabfalls in der Kabine. Während einer Sauerstoffabgabe heizen sich die Behältnisse infolge der chemischen Reaktion sehr stark auf. Die Federal Aviation Administration (FAA) stufte daher befüllte Sauerstoffkerzen als Gefahrgut ein. Ihr Transport durfte nur in gesicherten Frachtbereichen erfolgen, die mit einem Brandmelder ausgerüstet waren. Für entleerte Behälter dieser Art galten weniger strenge Vorschriften, was eine Beförderung in herkömmlichen Frachträumen ermöglichte.
Verantwortlich für die Verpackung und Kennzeichnung der Sauerstoffkerzen war das Unternehmen SabreTech. Laut den Frachtpapieren dieses Unternehmens handelte es sich um leere Sauerstoffbehälter (oxy cannister – empty). Tatsächlich waren die Sauerstoffgeneratoren aber (teilweise) gefüllt und nur deren Verbrauchsfristen überschritten (expired). Zudem hatten die SabreTech-Mitarbeiter die Ventile der Druckbehälter lediglich mit Klebeband gesichert, anstatt passende Ventilkappen zu verwenden. Erst fünf Minuten vor dem Zurückstoßen der Maschine vom Gate wurden diese in Kartons verpackten Behältnisse zusammen mit drei Flugzeugreifen als firmeneigenes Ladegut bzw. COMAT (company-owned material) an Bord gebracht und keiner weiteren Kontrolle unterzogen.
Die Ermittler gingen davon aus, dass mindestens eine Sauerstoffkerze nach dem Start undicht wurde und deren Hitzeentwicklung das Feuer im Frachtraum auslöste. Dieses blieb von der Besatzung zunächst unbemerkt, weil die Douglas DC-9 im entsprechenden Bereich keine Brandmelder besaß.
Der Knall, den die Piloten um 14:10 Uhr hörten, wurde vermutlich durch einen der verladenen Reifen verursacht, der im Feuer platzte. Parallel griff der Brand auf die im Frachtraum verlaufenden Leitungen über, wodurch mehrere flugrelevante Systeme ausfielen und die Piloten wahrscheinlich die Kontrolle über das Flugzeug verloren. Zudem schlossen die Ermittler nicht aus, dass die Besatzung durch das Einatmen der Brandgase bewusstlos wurde.

## Folgen
Der Transport von Sauerstofferzeugern als Fracht wurde nach dem Absturz in Passagierflugzeugen gänzlich verboten, erlaubt blieben nur die Geräte zur Notfallversorgung in der Passagierkabine. Wo keine reinen Frachtflugzeuge verkehren, müssen diese Sauerstofferzeuger auch von Luftfahrtgesellschaften als Land-/Seefracht transportiert werden.

## Ähnliche Fälle
- Air-Canada-Flug 797 – 1983 musste eine Douglas DC-9 aufgrund eines Kabinenbrandes notlanden.
- Asiana Airlines Flug 991 – 2011 stürzte eine Boeing 747 infolge eines Frachtbrandes ab.
- Eastern Airlines Flug 401 – 1972 stürzte eine Lockheed L-1011 TriStar in den Everglades, unweit der Absturzstelle von Flug 592, ab.
- Nigeria-Airways-Flug 2120 – 1991 stürzte eine Douglas DC-8 aufgrund eines geplatzten Reifens und des resultierenden Kabinenbrandes ab.
- South-African-Airways-Flug 295 – Die Boeing 747 stürzte 1987 aufgrund eines Brandes in den Indischen Ozean.
- Swissair-Flug 111 – Eine McDonnell Douglas MD-11, die nach einem Kabelbrand ins Meer stürzte.
- UPS Airlines Flug 6 – Ein Boeing 747 Frachter, der 2010 aufgrund eines Frachtbrandes abstürzte
- VARIG Flug 820 – Eine Boeing 707, die 1973 infolge eines Kabinenbrandes auf einem Acker in Saulx-les-Chartreux notlanden musste.

## Mediale Aufarbeitung
In der 12. Staffel der kanadischen Dokumentationsreihe Mayday – Alarm im Cockpit wird der Unfall in der Episode 02 „Inferno in den Everglades“ (Originaltitel: „Fire in the Hold“) aufgegriffen. Ebenso thematisiert die US-amerikanische Serie Sekunden vor dem Unglück die Ereignisse in der dritten Staffel mit der Episode „Crash in den Everglades“ (Originaltitel: „Florida Swamp Air Crash“).